# Décembre 1891

## Événements
- 1er décembre : création du Bureau international permanent de la paix à Berne.

- 16 décembre : le Premier ministre nationaliste du Québec Honoré Mercier, accusé de détournement de fonds publics, est destitué. Il est acquitté le 4 novembre 1992.

- 17 décembre : le Lucernois Josef Zemp devient le premier conseiller fédéral non radical. Il représente le parti catholique conservateur.

- 20 décembre : Msiri, roi du Garaganza (capitale Bunkeya), dans l’ancien domaine Louba, est tué lors d'une rixe par un membre de l'expédition de William Stairs.
  - Le Garaganza est un royaume prospère, situé dans la région très riche en cuivre du Katanga, qui pratique le commerce du cuivre, du fer, de l’ivoire et des esclaves. Craignant une annexion par les Britanniques des terres situées au sud du Congo, les Belges s’emparent du Garaganza, qui sera annexé à l’État du Congo.

- 21 décembre : Charles-Eugène Boucher de Boucherville remplace Honoré Mercier comme Premier ministre du Québec.

## Naissances
- 1er décembre : Joseph Pé, coureur cycliste belge († 31 octobre 1980).
- 2 décembre : Otto Dix, peintre allemand († 25 juillet 1969).
- 10 décembre : Harold Alexander, gouverneur général.
- 25 décembre : William Ross Macdonald, lieutenant-gouverneur de l'Ontario.
- 26 décembre :
  - Jean Galtier-Boissière, écrivain et journaliste français († 22 janvier 1965).
  - Henry Miller, écrivain américain († 1980).

## Décès
- 4 décembre : Félix Féréol, médecin français (° 12 février 1825).
- 9 décembre : Andrew Ramsay, géologue britannique (° 1814).
- 22 décembre : Victor Tercelin, banquier et homme politique belge (° 3 septembre 1824).
- 29 décembre : Léopold Kronecker, mathématicien allemand (° 1823).